# Gruta do Esqueleto (Santa Bárbara)
A Gruta do Esqueleto (Santa Bárbara) é uma gruta portuguesa localizada na freguesia de Santa Bárbara, concelho da Ribeira Grande, ilha de São Miguel, arquipélago dos Açores.
Esta cavidade apresenta uma geomorfologia de origem vulcânica em forma de tubo de lava localizado em encosta.
Este acidente geográfico apresenta um comprimento de 188 m. por uma lagura máxima de 12,5 m. e uma altura também máxima de 9,5 m.